# کریستین نوبوا
کریستین فرناندو نوبوا تیو (اسپانیایی: Christian Fernando Noboa Tello‎؛ زاده ۹ آوریل ۱۹۸۵) بازیکن فوتبال اهل اکوادور است.
وی همچنین در تیم ملی فوتبال اکوادور بازی کرده‌است.